# John Walter Gregory
John Walter Gregory, FRS, (Bow, Londres, 27 de enero de 1864 – Perú, 2 de junio de 1932) fue un geólogo y explorador británico, conocido principalmente por sus trabajos sobre la geología glacial y sobre la geografía y la geología de Australia y el este de África.

## Biografía

### Primeros años
Fue hijo único de John James Gregory, comerciante de lana, y su esposa Jane, de soltera Lewis. Estudió en la Stepney Grammar School y a los quince años trabajó como dependiente en un puesto de venta de lana en Londres. Posteriormente, asistió a clases nocturnas en la Institución Literaria y Científica Birkbeck. Obtuvo el doctorado en ciencias en 1893. 

### Expediciones
En 1887, fue nombrado ayudante del departamento de geología del Museo de Historia Natural de Londres. Permaneció en el museo hasta 1900 y fue responsable de un catálogo de briozoos fósiles y una monografía sobre corales jurásicos. Obtuvo permiso en varias ocasiones para viajar por Europa, las Indias Occidentales, América del Norte y África Oriental. 
Su obra The Great Rift Valley (1896)es un relato interesante de la expedición que realizó al monte Kenia y al lago Baringo, realizada en 1892 y 1893. Gregory fue el primero en montar una expedición específicamente científica al monte Kenia e hizo observaciones clave sobre la geología de la región que aún se mantienen.Hizo el primer intento conocido de escalar la montaña, penetrando en la zona de bosque montano y subiendo más allá del páramo afroalpino hasta los glaciares, las rocas y la nieve. El glaciar Gregory, del que quedan pocos restos, en la ladera norte de la montaña, recibió su nombre. 

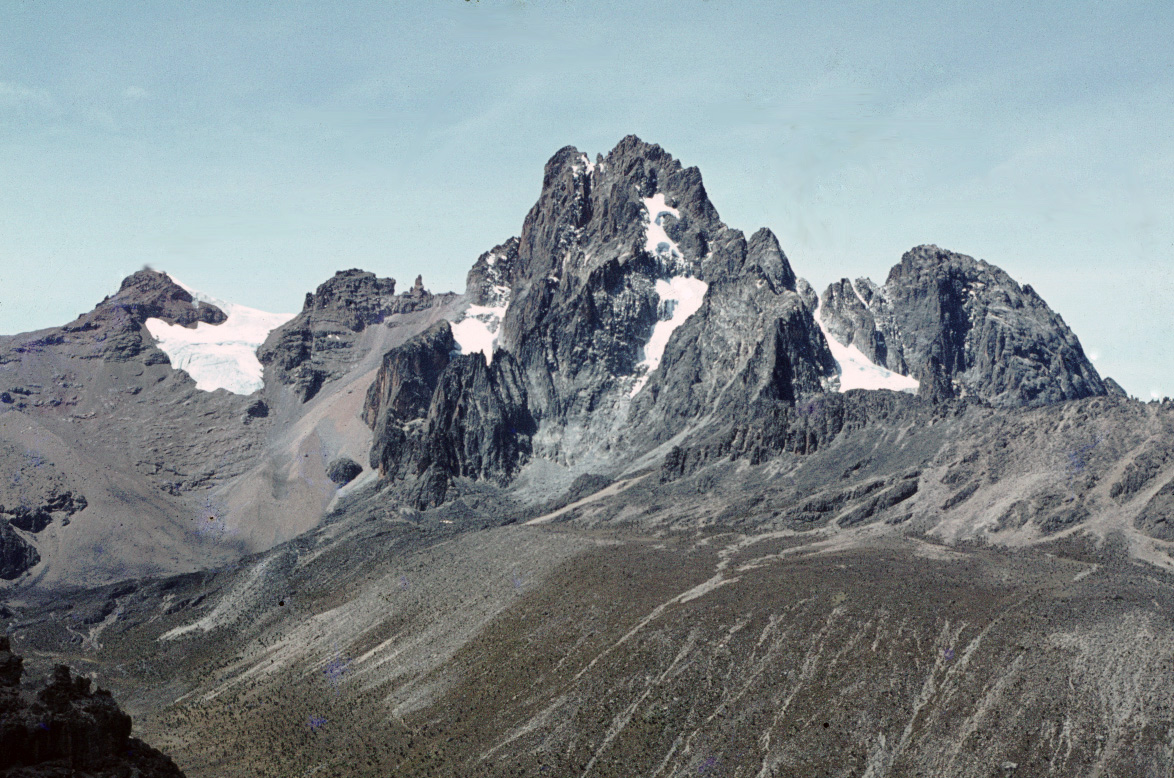
Cara norte del monte Kenia, con el glacial Gregory a la izquierda, tal como era en 1973

En 1896, realizó una excelente labor como naturalista en la expedición de Martin Conway a través de Spitsbergen. Sus famosas memorias sobre geología glaciar, escritas en colaboración con Edmund J. Garwood, pertenecen a este período.
El trabajo polar y glaciológico de Gregory condujo a su selección y servicio entre 1900 y 1901 como director del personal científico civil de la Expedición Discovery. La expedición se encontraba en fase de planificación durante este período, y aún no había zarpado hacia la Antártida cuando Gregory se vio obligado a dimitir al enterarse de que el comandante de la expedición, Robert Falcon Scott, le superaba en rango.

### Vida académica
La Universidad de Melbourne creó una nueva cátedra de geología y mineralogía en 1899 y Gregory fue nombrado profesor de geología. Realizó muchas otras actividades durante su estancia en Australia; durante el verano de 1901 pasó sus vacaciones en Australia Central e hizo un viaje alrededor del lago Eyre. Un relato de ello, The Dead Heart of Australia, se publicó en 1906, dedicado a los geólogos australianos. También publicó libros populares y de uso escolar, como The Foundation of British East Africa (1901), The Austral Geography (1902), The Geography of Victoria (1903), The Climate of Australasia (1904) y The Mount Lyell Mining Field, Tasmania (1905). Asimismo, fue director del Servicio Geológico de Victoria desde 1901.
En 1904, Gregory obtuvo la cátedra de geología en la Universidad de Glasgow, y regresó a Gran Bretaña en octubre de ese mismo año. Ocupó su cátedra en Glasgow durante veinticinco años y se ganó una gran reputación, tanto como profesor como administrador. 

### Últimos años
Realizó varias expediciones, entre ellas una en 1908 a Cirenaica, donde mostró el mismo interés por la arqueología que por sus propios temas. También visitó el sur de Angola en 1912. El viaje que realizó al Tíbet con su hijo está registrado en To the Alps of Chinese Tibet, de J. W. y C. J. Gregory (1923).
Durante estos años publicó numerosos libros, y también escribió unos trescientos artículos sobre temas geológicos, geográficos y sociológicos. Al igual que muchos otros intelectuales y escritores de la década de 1920, Gregory sostuvo en sus escritos y en las conferencias que daba posturas racistas y supremacistas blancas, manifestándose a favor de la segregación racial. 
En enero de 1932, emprendió una expedición a Sudamérica para explorar y estudiar los centros volcánicos y sísmicos de los Andes. La expedición, patrocinada por la Royal Geographical Society de Londres, realizó la primera travesía geológica de los Andes centrales del Perú. La embarcación de Gregory volcó y Gregory se ahogó en el río Urubamba, en el sur del Perú, el 2 de junio de 1932.

## Honores
Fue presidente de la Sociedad Geológica de Londres de 1928 a 1930, y fue galardonado con muchos honores científicos, entre ellos la Medalla Bigsby, en 1905.
El Rift Gregory, en el Gran Valle del Rift, lleva su nombre en su honor. Fue el primero en utilizar el término «valle del rift», que definió como «un valle lineal con lados paralelos y casi verticales, que se ha derrumbado debido a una serie de fallas paralelas». El mineral gregoryita, hallado por primera vez en el Gran Valle del Rift, lleva su nombre.